# Таунус
Та́унус (нем. Taunus) — горный массив в центральной Германии, в федеральных землях Гессен и Рейнланд-Пфальц.

## География
Лесистые горы Таунуса резко вздымаются на севере Рейнско-Майнской равнины от Рюдесхайма-на-Рейне до Бад-Наухайма на её северо-востоке, на краю Веттерау. Эта юго-восточная часть Рейнского Сланцевого горного массива состоит из глинистых сланцев и песчаников и пересечена многочисленными линиями разломов, из которых по южным склонам гор бьёт множество минеральных и лечебных источников. Различают Передний Таунус (нем. Vordertaunus) и Задний Таунус (нем. Hintertaunus). В передней части Таунуса обычна солнечная, безоблачная погода. Севернее, за цепью гор Большой Фельдберг (880 м, высшая точка Таунуса), Альткёниг и Высокий Канцель начинаются тенистые, с обильными осадками Вальдгебирге («Лесные горы»), постепенно спускающиеся на протяжении 30 км в северном направлении через Бад-Швальбах, Идштейн, Камберг и Узинген к узкой долине реки Лан. Имеет официальный номер D41.
Через горы Таунуса от Нассау через Идштайн, Заальбург и Буцбах проходила граница римских владений в Германии, здесь была возведена защитная полоса укреплений — лимес.

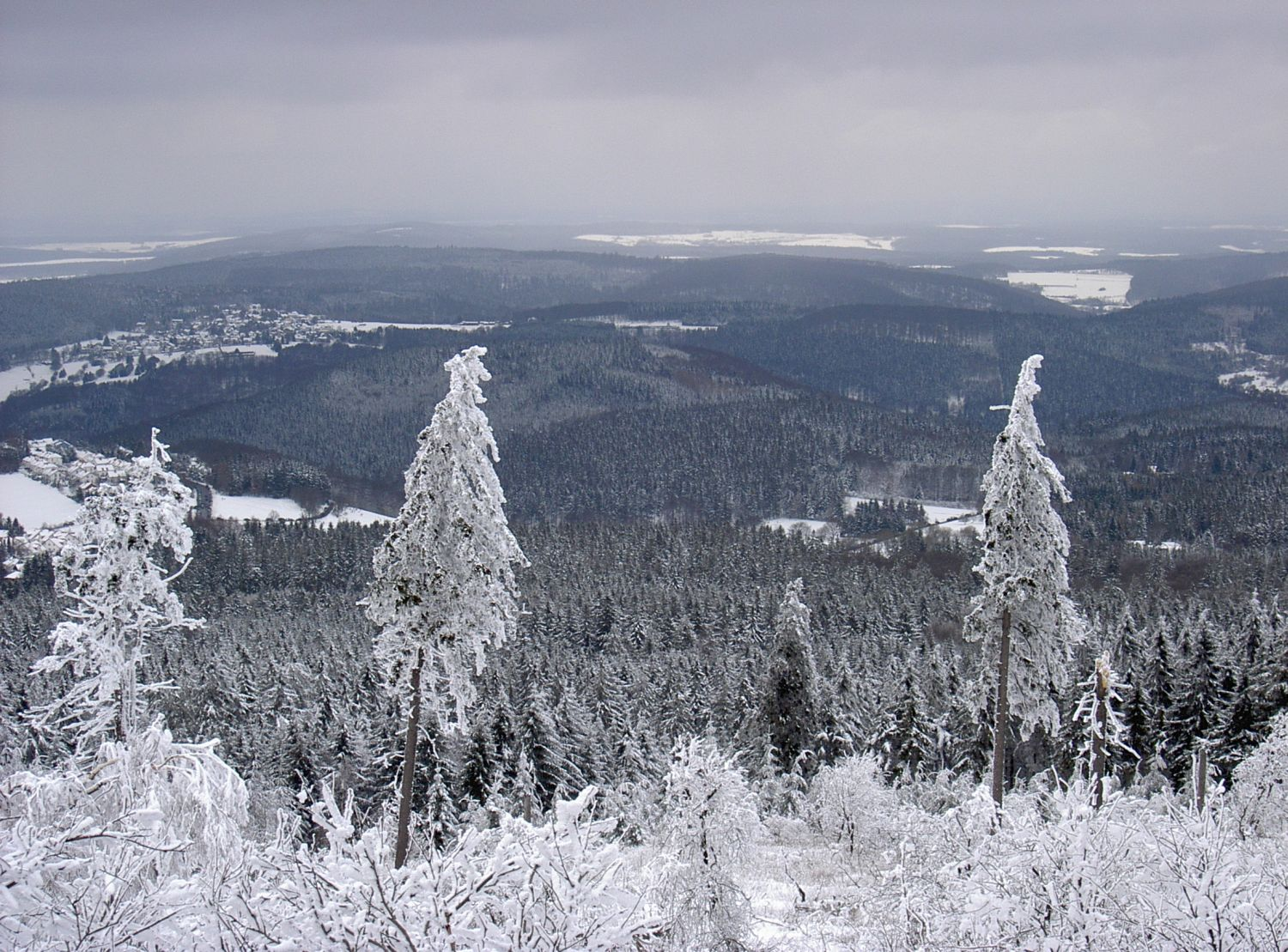
Таунус зимой

## История
Гора находилась в стране хаттов, которая занимала значительное пространство в форме треугольника, один конец которого простирался вокруг горы Таунуса до Рейна, другой лежал в верхней долине реки Верры и третий ниже реки Димели упирался в землю хамавов и херусков.
В годы Второй мировой войны в горах Таунуса была построена ставка Гитлера «Лесная поляна» (нем. Waldwiese).

## Население и экономика

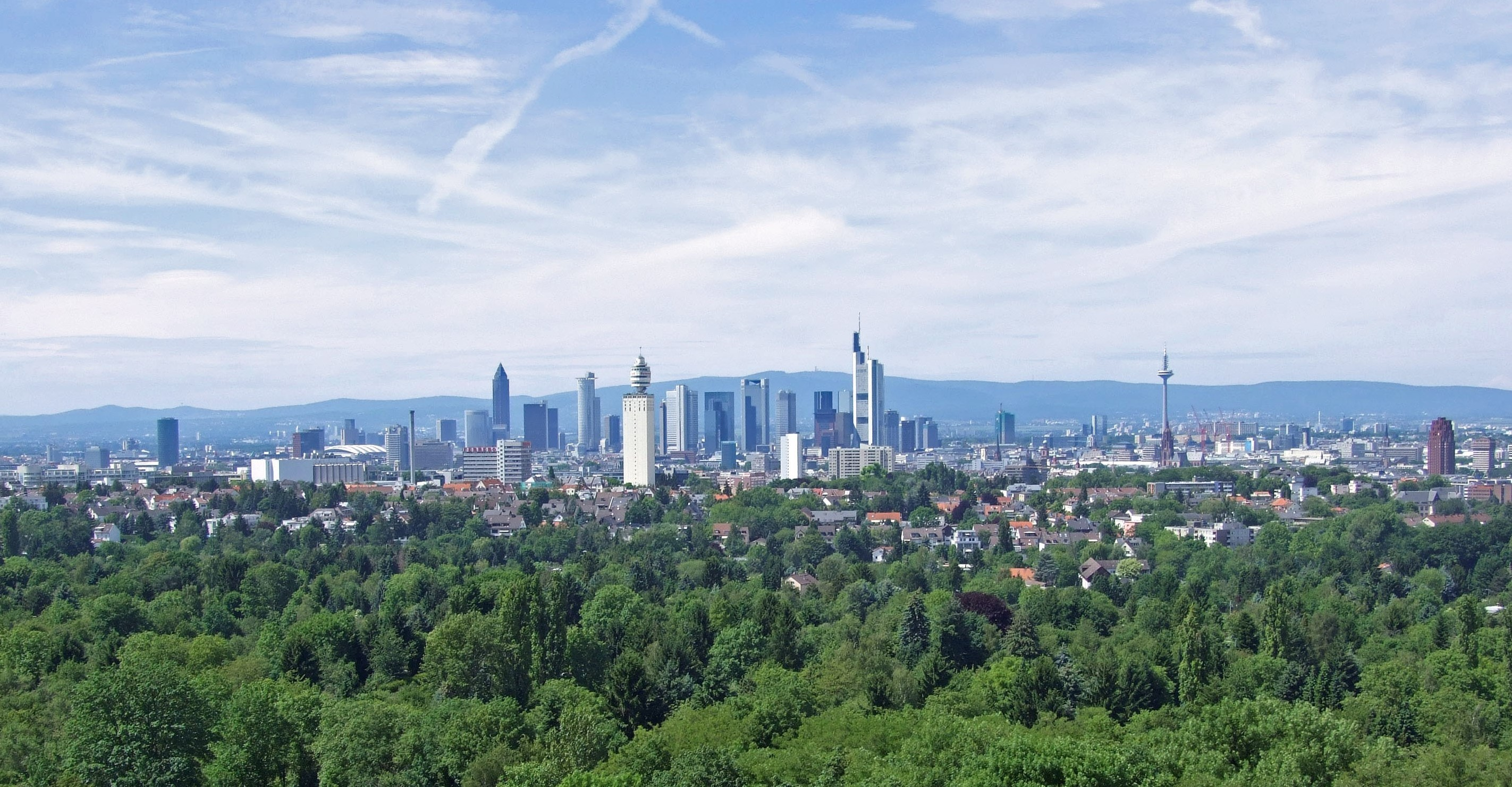
Вид на Франкфурт-на-Майне на фоне Таунуса.

Передняя часть Таунуса довольно плотно заселена. Здесь, ещё в XIX веке, на месте минеральных источников были созданы курорты и поселения, среди которых Шлангенбад, центр земли Гессен Висбаден, Бад-Зоден, Бад-Хомбург и Наухайм — самые знаменитые. Помимо этого, на территории Переднего Таунуса выросли города-сателлиты промышленно-финансового центра Германии, Франкфурта-на-Майне — Кронберг, Кёнигштайн, Оберурзель — в свою очередь превратившиеся в места процветающей торговли и финансов.
Между Бингер-Лох и Висбаденом, в свою очередь, находится район интенсивного сельского хозяйства, где главный акцент делается на садоводстве и виноградарстве. В этом районе также развит туризм и обслуживание туристов.
В Заднем Таунусе население крестьянское, живущее хуторами.